# Alí Mohammadí
Alí Mohammadí (* 7. února 1984 Karadž) je bývalý íránský zápasník – klasik.

## Sportovní kariéra
Zápasení se věnoval od 9 let. Specializoval se na řecko-římský styl. V íránské mužské reprezentaci se pohyboval od roku 2005 ve váze do 66 kg. V roce 2008 se kvalifikoval na olympijské hry v Pekingu, kde vypadl ve druhém kole s Bělorusem Michailem Semjonovem 1:2 na sety. Od roku 2009 ho z pozice reprezentační jedničky sesadil Omíd Naurózí. Sportovní kariéru ukončil v roce 2016.

## Výsledky
| Turnaj            | 2006 | 2007 | 2008 | 2009 | 2010 | 2011 |
| Turnaj            | 22   | 23   | 24   | 25   | 26   | 27   |
| Turnaj            | -66  | -66  | -66  | -66  | -66  | -66  |
| ----------------- | ---- | ---- | ---- | ---- | ---- | ---- |
| Olympijské hry    |      |      | úč.  |      |      |      |
| Mistrovství světa | úč.  | úč.  |      | —    | —    | —    |
| Asijské hry       | —    |      |      |      | —    |      |
| Mistrovství Asie  | —    | 3.   | —    | —    | —    | 1.   |